# Vidor Pál (rabbi)
Vidor Pál (Budapest, 1909. február 22. – Buchenwaldi koncentrációs tábor, 1945) budai rabbi.

## Élete
Vidor (Weiner) Géza (1882–1945) ügyvéd és Reich Erzsébet (1885–1972) fia. Tanulmányait a Pázmány Péter Tudományegyetem Bölcsészettudományi Karán és az Országos Rabbiképző Intézetben végezte. 1932-ben bölcsészdoktori oklevelet szerzett, 1934 márciusában rabbivá avatták. 1935 szeptemberében megválasztották a budai hitközség Zsigmond úti (ma Frankel Leó úti, illetve újlaki) zsinagógájának rabbijává. Különösen nagy hangsúlyt fektetett a gyerek- és ifjúsági programokra, így többek között fontos szerepe volt a Budai Izraelita Hitközség Kulturális Szakosztálya ifjúsági csoportjának és cserkészmozgalmának megszervezésében. Ő maga is részt vett több találkozón és tábori rabbiként is működött. Zsidó szabadegyetemet is szervezett, amelynek keretén belül maga is sok előadást tartott. Rendszeresen jelentek meg írásai a Magyar-Zsidó Szemlében, a Zsidó Életben és más folyóiratokban. 1942-ben munkaszolgálatra hurcolták, majd Nagykátáról deportálták. 
Emlékére az Óbudai zsidó temetőben emléktáblát avattak.

## Családja
Felesége Kálmán Zsuzsa (1912–2003) hitoktatónő, középiskolai tanárnő volt, Kálmán Ödön főrabbi lánya, akivel 1935. október 30-án Budapesten kötött házasságot.
Lánya, Vidor Anna (1936–)

## Főbb művei
- A zsidó cserkész első próbája; szerzői, Bp., 1938
- A szombat könyve olvasmányokkal, képekkel, kottákkal; Magyar Zsidók Pro Palesztina Szövetsége, Bp., 1943 (Javne könyvek)